# Сайт рестрикції
Сайт рестрикції — коротка послідовність нуклеотидів у молекулі ДНК, яка розпізнається ферментом ендонуклеазою рестрикції-модифікації (рестриктазою). Рестриктаза зв'язується з молекулою ДНК у точці розташування сайту рестрикції та перерізає ланцюжок нуклеотидів усередині сайту або у безпосередній близькості від нього.
Ферменти рестрикції вироблені бактеріями в процесі еволюції з метою руйнування чужорідної ДНК, здатної проникнути всередину клітини та викликати її трансформацію. Розмір сайту рестрикції різних рестриктаз становить, як правило, 4-6 нуклеотидів. Кількість підстав на сайті накладає прямий відбиток з його частоту в геномі. (можна підрахувати виходячи з припущення про рівність частоти зустрічей азотистих основ) Сайти зазвичай паліндромічні, тобто читаються однаково з обох сторін, або містять інвертовані повтори. Сайти рестрикції в ДНК самої бактерії замасковані за допомогою метилювання залишків А і С. Це здійснює ДНК-метилтрансфераза - частина комплексу рестрикції-модифікації, що модифікує.
Наприклад, фермент рестрикції EcoRI розпізнає послідовність GAATTC з інвертованим повтором і перерізає ланцюжок між нуклеотидами G і A, залишаючи на кінцях ділянки AATT, що перекриваються.
Загалом у бактерій різних видів знайдено кілька сотень ферментів рестрикції. Нижче на рисунках наведені сайти рестрикції та лінії розрізу ланцюжка нуклеотидів для кількох відомих рестриктаз.
Сайти рестрикції важливі для спрощення впровадження цільових генів у різні конструкції, такі як плазміди. Характерною рисою плазмід, що використовуються в генетичній інженерії, є наявність полілінкеру - короткого сегмента з множинними (близько 20) різними сайтами рестрикції.